# F1 2020
F1 2020 (o anche Formula 1 2020) è un videogioco di guida, sviluppato da Codemasters; è stato pubblicato il 10 luglio 2020. È basato sul campionato mondiale di Formula 1 2020.

## Nuove caratteristiche
- Nella modalità carriera viene introdotta una funzione di gestione della squadra nota come "My Team" che consente al giocatore di creare un'undicesima squadra.[5] I giocatori possono scegliere se effettuare dieci, sedici o ventidue gare del campionato e possono decidere quali piste faranno parte della stagione se scelgono un'annata più breve;
- La classica modalità carriera dei precedenti titoli sarà comunque presente: i giocatori avranno ora la possibilità di fare un'intera stagione di Formula 2. Quando arriveranno in Formula 1, potranno scegliere solo la loro scuderia iniziale e iniziare la loro carriera (della durata di 10 stagioni). A differenza degli altri titoli, durante ogni stagione i giocatori riceveranno delle offerte da altre scuderie, in base al loro valore di mercato;
- Vengono aggiunte quattro nuove auto classiche della Deluxe Edition dedicata al sette volte campione del mondo di Formula 1 Michael Schumacher: la Jordan 191, la Benetton B194, la Benetton B195 e la Ferrari F1-2000;
- Torna la modalità dello schermo condiviso.

## Piloti e team
F1 2020 include le 10 squadre e i 20 piloti della stagione 2020 di Formula 1 e della stagione 2019 di Formula 2. Non sono compresi Nico Hülkenberg, che ha sostituito Sergio Pérez e Lance Stroll, e Pietro Fittipaldi, che ha sostituito Romain Grosjean, durante il campionato. Le 11 squadre e i 22 piloti della stagione 2020 di Formula 2 sono stati aggiunti successivamente con un aggiornamento.

### Piloti e team di Formula 1
| Scuderia                      | Costruttore               | Telaio | Power unit | Gomme | Nº | Piloti             | Sigla |
| ----------------------------- | ------------------------- | ------ | ---------- | ----- | -- | ------------------ | ----- |
| Mercedes-AMG Petronas F1 Team | Mercedes                  | W11    | Mercedes   | P     | 44 | Lewis Hamilton     | HAM   |
| Mercedes-AMG Petronas F1 Team | Mercedes                  | W11    | Mercedes   | P     | 77 | Valtteri Bottas    | BOT   |
| Scuderia Ferrari              | Ferrari                   | SF1000 | Ferrari    | P     | 5  | Sebastian Vettel   | VET   |
| Scuderia Ferrari              | Ferrari                   | SF1000 | Ferrari    | P     | 16 | Charles Leclerc    | LEC   |
| Aston Martin Red Bull Racing  | Red Bull Racing-Honda     | RB16   | Honda      | P     | 33 | Max Verstappen     | VER   |
| Aston Martin Red Bull Racing  | Red Bull Racing-Honda     | RB16   | Honda      | P     | 23 | Alexander Albon    | ALB   |
| McLaren F1 Team               | McLaren-Renault           | MCL35  | Renault    | P     | 55 | Carlos Sainz Jr.   | SAI   |
| McLaren F1 Team               | McLaren-Renault           | MCL35  | Renault    | P     | 4  | Lando Norris       | NOR   |
| Renault DP World F1 Team      | Renault                   | R.S.20 | Renault    | P     | 3  | Daniel Ricciardo   | RIC   |
| Renault DP World F1 Team      | Renault                   | R.S.20 | Renault    | P     | 31 | Esteban Ocon       | OCO   |
| Scuderia AlphaTauri Honda     | AlphaTauri-Honda          | AT01   | Honda      | P     | 26 | Daniil Kvjat       | KVY   |
| Scuderia AlphaTauri Honda     | AlphaTauri-Honda          | AT01   | Honda      | P     | 10 | Pierre Gasly       | GAS   |
| BWT Racing Point F1 Team      | Racing Point-BWT Mercedes | RP20   | Mercedes   | P     | 11 | Sergio Pérez       | PER   |
| BWT Racing Point F1 Team      | Racing Point-BWT Mercedes | RP20   | Mercedes   | P     | 18 | Lance Stroll       | STR   |
| Alfa Romeo Racing ORLEN       | Alfa Romeo Racing-Ferrari | C39    | Ferrari    | P     | 7  | Kimi Räikkönen     | RAI   |
| Alfa Romeo Racing ORLEN       | Alfa Romeo Racing-Ferrari | C39    | Ferrari    | P     | 99 | Antonio Giovinazzi | GIO   |
| Haas F1 Team                  | Haas-Ferrari              | VF-20  | Ferrari    | P     | 8  | Romain Grosjean    | GRO   |
| Haas F1 Team                  | Haas-Ferrari              | VF-20  | Ferrari    | P     | 20 | Kevin Magnussen    | MAG   |
| Williams Racing               | Williams-Mercedes         | FW43   | Mercedes   | P     | 63 | George Russell     | RUS   |
| Williams Racing               | Williams-Mercedes         | FW43   | Mercedes   | P     | 6  | Nicholas Latifi    | LAT   |

### Piloti e team di Formula 2
| Scuderia                      | Costruttore          | Telaio          | Power unit           | Gomme | Nº | Piloti              | Sigla |
| ----------------------------- | -------------------- | --------------- | -------------------- | ----- | -- | ------------------- | ----- |
| DAMS                          | Dallara - Mecachrome | Dallara F2 2018 | Dallara - Mecachrome | P     | 1  | Sean Gelael         | GEL   |
| DAMS                          | Dallara - Mecachrome | Dallara F2 2018 | Dallara - Mecachrome | P     | 2  | Dan Ticktum         | TIC   |
| UNI-Virtuosi Racing           | Dallara - Mecachrome | Dallara F2 2018 | Dallara - Mecachrome | P     | 3  | Guanyu Zhou         | ZHO   |
| UNI-Virtuosi Racing           | Dallara - Mecachrome | Dallara F2 2018 | Dallara - Mecachrome | P     | 4  | Callum Ilott        | ILO   |
| ART Grand Prix                | Dallara - Mecachrome | Dallara F2 2018 | Dallara - Mecachrome | P     | 5  | Marcus Armstrong    | ARM   |
| ART Grand Prix                | Dallara - Mecachrome | Dallara F2 2018 | Dallara - Mecachrome | P     | 6  | Christian Lundgaard | LUN   |
| Carlin                        | Dallara - Mecachrome | Dallara F2 2018 | Dallara - Mecachrome | P     | 7  | Yuki Tsunoda        | TSU   |
| Carlin                        | Dallara - Mecachrome | Dallara F2 2018 | Dallara - Mecachrome | P     | 8  | Jehan Daruvala      | DAR   |
| Campos Racing                 | Dallara - Mecachrome | Dallara F2 2018 | Dallara - Mecachrome | P     | 9  | Jack Aitken         | AIT   |
| Campos Racing                 | Dallara - Mecachrome | Dallara F2 2018 | Dallara - Mecachrome | P     | 10 | Guilherme Samaia    | SAM   |
| Sauber Junior Team by Charouz | Dallara - Mecachrome | Dallara F2 2018 | Dallara - Mecachrome | P     | 11 | Louis Delétraz      | DEL   |
| Sauber Junior Team by Charouz | Dallara - Mecachrome | Dallara F2 2018 | Dallara - Mecachrome | P     | 12 | Pedro Piquet        | PIQ   |
| MP Motorsport                 | Dallara - Mecachrome | Dallara F2 2018 | Dallara - Mecachrome | P     | 14 | Nobuharu Matsushita | MAT   |
| MP Motorsport                 | Dallara - Mecachrome | Dallara F2 2018 | Dallara - Mecachrome | P     | 15 | Felipe Drugovich    | DRU   |
| BWT HWA Racelab               | Dallara - Mecachrome | Dallara F2 2018 | Dallara - Mecachrome | P     | 16 | Artëm Markelov      | MAR   |
| BWT HWA Racelab               | Dallara - Mecachrome | Dallara F2 2018 | Dallara - Mecachrome | P     | 17 | Giuliano Alesi      | ALE   |
| Prema Racing                  | Dallara - Mecachrome | Dallara F2 2018 | Dallara - Mecachrome | P     | 20 | Mick Schumacher     | SCH   |
| Prema Racing                  | Dallara - Mecachrome | Dallara F2 2018 | Dallara - Mecachrome | P     | 21 | Robert Švarcman     | SHW   |
| Trident                       | Dallara - Mecachrome | Dallara F2 2018 | Dallara - Mecachrome | P     | 22 | Roy Nissany         | NIS   |
| Trident                       | Dallara - Mecachrome | Dallara F2 2018 | Dallara - Mecachrome | P     | 23 | Marino Sato         | SAT   |
| Hitech Grand Prix             | Dallara - Mecachrome | Dallara F2 2018 | Dallara - Mecachrome | P     | 24 | Nikita Mazepin      | MAZ   |
| Hitech Grand Prix             | Dallara - Mecachrome | Dallara F2 2018 | Dallara - Mecachrome | P     | 25 | Luca Ghiotto        | GHI   |

### Piloti e team di Formula 2 2019
| Scuderia                      | Costruttore          | Telaio          | Power unit           | Gomme | Nº | Piloti               | Sigla |
| ----------------------------- | -------------------- | --------------- | -------------------- | ----- | -- | -------------------- | ----- |
| DAMS                          | Dallara - Mecachrome | Dallara F2 2018 | Dallara - Mecachrome | P     | 1  | Sérgio Sette Câmara  | SET   |
| DAMS                          | Dallara - Mecachrome | Dallara F2 2018 | Dallara - Mecachrome | P     | 2  | Nicholas Latifi      | LAT   |
| UNI-Virtuosi Racing           | Dallara - Mecachrome | Dallara F2 2018 | Dallara - Mecachrome | P     | 3  | Guanyu Zhou          | ZHO   |
| UNI-Virtuosi Racing           | Dallara - Mecachrome | Dallara F2 2018 | Dallara - Mecachrome | P     | 4  | Luca Ghiotto         | GHI   |
| ART Grand Prix                | Dallara - Mecachrome | Dallara F2 2018 | Dallara - Mecachrome | P     | 5  | Nikita Mazepin       | MAZ   |
| ART Grand Prix                | Dallara - Mecachrome | Dallara F2 2018 | Dallara - Mecachrome | P     | 6  | Nyck de Vries        | DVR   |
| Carlin                        | Dallara - Mecachrome | Dallara F2 2018 | Dallara - Mecachrome | P     | 7  | Louis Delétraz       | DEL   |
| Carlin                        | Dallara - Mecachrome | Dallara F2 2018 | Dallara - Mecachrome | P     | 8  | Nobuharu Matsushita  | MAT   |
| Campos Racing                 | Dallara - Mecachrome | Dallara F2 2018 | Dallara - Mecachrome | P     | 9  | Dorian Boccolacci    | BOC   |
| Campos Racing                 | Dallara - Mecachrome | Dallara F2 2018 | Dallara - Mecachrome | P     | 10 | Jack Aitken          | AIT   |
| Sauber Junior Team by Charouz | Dallara - Mecachrome | Dallara F2 2018 | Dallara - Mecachrome | P     | 11 | Callum Ilott         | ILO   |
| Sauber Junior Team by Charouz | Dallara - Mecachrome | Dallara F2 2018 | Dallara - Mecachrome | P     | 12 | Juan Manuel Correa   | COR   |
| MP Motorsport                 | Dallara - Mecachrome | Dallara F2 2018 | Dallara - Mecachrome | P     | 14 | Jordan King          | KIN   |
| MP Motorsport                 | Dallara - Mecachrome | Dallara F2 2018 | Dallara - Mecachrome | P     | 15 | Mahaveer Raghunathan | RAG   |
| BWT Arden                     | Dallara - Mecachrome | Dallara F2 2018 | Dallara - Mecachrome | P     | 16 | Tatiana Calderón     | CAL   |
| BWT Arden                     | Dallara - Mecachrome | Dallara F2 2018 | Dallara - Mecachrome | P     | 17 | Anthoine Hubert      | HUB   |
| Prema Racing                  | Dallara - Mecachrome | Dallara F2 2018 | Dallara - Mecachrome | P     | 18 | Mick Schumacher      | SCH   |
| Prema Racing                  | Dallara - Mecachrome | Dallara F2 2018 | Dallara - Mecachrome | P     | 19 | Sean Gelael          | GEL   |
| Trident                       | Dallara - Mecachrome | Dallara F2 2018 | Dallara - Mecachrome | P     | 20 | Giuliano Alesi       | ALE   |
| Trident                       | Dallara - Mecachrome | Dallara F2 2018 | Dallara - Mecachrome | P     | 21 | Ralph Boschung       | BOS   |

## Lista dei circuiti
F1 2020 contiene tutti i 22 circuiti inizialmente previsti per la stagione 2020 di Formula 1, ovvero il calendario originale, nonostante la cancellazione e il rinvio di numerosi Gran Premi, causati dalla pandemia di COVID-19. Non sono invece compresi i circuiti aggiunti al calendario originale su cui poi si sono svolti alcuni dei nuovi Gran Premi della stagione.
| No. | Gran Premio                             | Circuito                       | Sede                |
| --- | --------------------------------------- | ------------------------------ | ------------------- |
| 1   | Rolex Australian Grand Prix             | Albert Park Circuit            | Melbourne           |
| 2   | Gulf Air Bahrain Grand Prix             | Bahrain International Circuit  | Manama              |
| 3   | VinFast Vietnam Grand Prix              | Hanoi Street Circuit           | Hanoi               |
| 4   | Chinese Grand Prix                      | Shanghai International Circuit | Shanghai            |
| 5   | Dutch Grand Prix                        | Circuito di Zandvoort          | Zandvoort           |
| 6   | Aramco Gran Premio de España            | Circuit de Catalunya           | Barcellona          |
| 7   | Grand Prix de Monaco                    | Circuit de Monaco              | Monte Carlo         |
| 8   | Azerbaijan Grand Prix                   | Circuito di Baku               | Baku                |
| 9   | Grand Prix du Canada                    | Circuit Gilles Villeneuve      | Montréal            |
| 10  | Grand Prix de France                    | Circuito Paul Ricard           | Le Castellet (Varo) |
| 11  | Rolex Großer Preis von Österreich       | Red Bull Ring                  | Spielberg           |
| 12  | Pirelli British Grand Prix              | Circuito di Silverstone        | Silverstone         |
| 13  | Aramco Magyar Nagydíj                   | Hungaroring                    | Budapest            |
| 14  | Rolex Belgian Grand Prix                | Circuit de Spa-Francorchamps   | Francorchamps       |
| 15  | Gran Premio d'Italia                    | Autodromo nazionale di Monza   | Monza               |
| 16  | Singapore Airlines Singapore Grand Prix | Singapore Street Circuit       | Singapore           |
| 17  | VTB Russian Grand Prix                  | Autodromo di Soči              | Soči                |
| 18  | Pirelli Japanese Grand Prix             | Circuito di Suzuka             | Suzuka              |
| 19  | United States Grand Prix                | Circuito delle Americhe        | Austin              |
| 20  | Gran Premio de la Ciudad de México      | Autodromo Hermanos Rodríguez   | Città del Messico   |
| 21  | Grande Prêmio do Brasil                 | Autódromo José Carlos Pace     | San Paolo           |
| 22  | Etihad Airways Abu Dhabi Grand Prix     | Yas Marina Circuit             | Emirati Arabi Uniti |

## Lista delle vetture classiche
- 2010 Red Bull RB6
- 2010 McLaren MP4-25
- 2010 Ferrari F10
- 2009 Brawn BGP 001
- 2008 McLaren MP4-23
- 2007 Ferrari F2007
- 2006 Renault R26
- 2004 Ferrari F2004
- 2003 Williams FW25
- 2000 Ferrari F1-2000 (solo nella Deluxe Edition)
- 1998 McLaren MP4-13
- 1996 Williams FW18
- 1995 Benetton B195 (solo nella Deluxe Edition)
- 1994 Benetton B194 (solo nella Deluxe Edition)
- 1992 Williams FW14
- 1991 McLaren MP4/6
- 1991 Jordan 191 (solo nella Deluxe Edition)
- 1990 McLaren MP4/5B
- 1990 Ferrari 641 F1
- 1988 McLaren MP4/4